# Jake W. Ehrlich
Pour les articles homonymes, voir Ehrlich.
Ne doit pas être confondu avec Jack Ehrlich.
Jake W. Ehrlich, né le 15 octobre 1900 dans le Comté de Montgomery, au Maryland, et mort le 24 décembre 1971 à San Francisco, est un avocat, un essayiste et un auteur américain de roman policier.

## Biographie
Après des études à l’université de Georgetown de Washington, puis à la San Francisco Law School (en), il s’inscrit au barreau californien en 1922.  Il acquiert alors une notoriété nationale en enchaînant les causes célèbres. Il ne perd que neuf des 105 procès où de présumés coupables font face au verdict de la condamnation à mort.  Il est également connu pour avoir plaidé des causes impliquant des célébrités, notamment Errol Flynn, Howard Hughes, James Mason, Billie Holiday et Gene Krupa.  Il a aussi défendu la publication du recueil de poésies Howl de Allen Ginsberg, attaqué pour obscénité. 
Sa carrière d’avocat a inspiré la série télévisée américaine Sam Benedict (en) (1962-1963), avec Edmond O'Brien, où enquête cet attorney de San Francisco, héros également de romans, dont certains coécrits par Jack W. Ehrlich et le journaliste Brad Williams, ce dernier achevant leur écriture après la mort de l’avocat.
Jake W. Ehrlich a également publié des essais de criminologie, une étude sur la Bible et une autobiographie.
Dans le film Howl (2010) de Rob Epstein et Jeffrey Friedman, qui relate le scandale entourant la publication du recueil poétique homonyme d'Allen Ginsberg, Jake W. Ehrlich est incarné par l'acteur Jon Hamm.

## Œuvre

### Romans

#### SérieSam Benedictécrite en collaboration avec Brad Williams
- A Conflict of Interest (1971)
- A Matter of Confidence (1973) Publié en français sous le titre La Reine de jade, Paris, Librairie des Champs-Élysées, Le Masque no 1328, 1974 ; réédition, Paris, Librairie des Champs-Élysées, Le Club des Masques no 425, 1980
- Grave Doubt (1973)

### Essais
- Ehrlich's Blackstone (1959)
- Ehrlich's Criminal Law (1960)
- The Holy Bible and The Law (1962)
- A Reasonable Doubt (1964)
- The Lost Art of Cross Examination (1970)

### Autobiographie
- A Life in My Hands (1965)

### Édition
- Howl of the Censor (1961)